# A Countess from Hong Kong
A Countess from Hong Kong is een Amerikaans/Britse komische film uit 1967 van regisseur Charlie Chaplin. De hoofdrollen zijn voor Marlon Brando, Sophia Loren, Sydney Chaplin en Tippi Hedren.
Het oorspronkelijke scenario van de film is losjes gebaseerd op het leven van de Russische zangeres en danseres Moussia Sodskaya, die zonder paspoort was gestrand in Frankrijk, waar Chaplin haar ontmoette.
A Countess from Hong Kong was een flop in de bioscopen in de VS en Europa. In de VS werd slechts 2 miljoen dollar omgezet. De enige uitzondering was Italië, waar de film wel een succes werd. Dankzij het succes van de filmmuziek kwam de film wel uit de kosten. Behalve de laatste film van Chaplin als regisseur was het ook de laatste keer dat hij in een speelfilm was te zien in een kleine cameo als de steward aan boord van het schip.

## Verhaal
De Amerikaanse politicus Ogen Mears vindt in zijn kamer een verstekeling. Mears is op weg naar Hawaï, waar zijn vrouw op hem wacht. Hij is dan ook niet zo ingenomen met de indringster in zijn hut. De vrouw blijkt een Russische gravin te zijn, Natasha geheten. Ze is in Hong Kong ontsnapt aan een bende die haar gedwongen heeft tot prostitutie. Haar paspoort is ingenomen en daardoor is ze gedwongen zich te verbergen in de hut van Mears. De laatste is niet alleen bang dat zijn vrouw er achter zal komen, maar vreest ook voor zijn reputatie. Maar uiteindelijk wint zijn medelijden het en hij laat Natasha blijven. Tijdens de reis wordt Mears verliefd op Natasha. Ze bespreken een aantal opties om de gravin in Hawaï van boord te krijgen en de beste mogelijkheid is een huwelijk met de bediende van Mears, Hudson. Maar Hudson wil ook de bijbehorende seks, hetgeen er toe leidt dat Natasha hem moet ontwijken tot ze in de haven zijn. Daar springt ze overboord. Ze wordt gered door de advocaat van Mears, die de immigratiebeambten weet te overtuigen dat de gravin is getrouwd met Hudson. Inmiddels is ook de vrouw van Mears aan boord gekomen en ze hekelt de levenswijze van Natasha. Mears vraagt dan of ze niet hetzelfde gedaan zou hebben onder de omstandigheden. Hij verlaat het schip, zijn vrouw en zijn carrière en gaat naar het hotel waar Natasha op hem wacht.

## Rolverdeling
| Acteur              | Personage        |
| ------------------- | ---------------- |
| Marlon Brando       | Ogden Mears      |
| Sophia Loren        | Natasha          |
| Sydney Chaplin      | Harvey           |
| Tippi Hedren        | Martha           |
| Patrick Cargill     | Hudson           |
| Oliver Johnston     | Clark            |
| Michael Medwin      | John Felix       |
| John Paul           | Kapitein         |
| Margaret Rutherford | Miss Gaulshallow |

## Scenario
In zijn boek My Trip Abroad (1922) beschrijft Chaplin een Russische vrouw die hij Skaya noemt. Het was de bijnaam van Moussia Sodskaya, een Russische zangeres en danseres die stateloos was geworden en zonder paspoort gestrand in Parijs. Al in de jaren dertig van de twintigste eeuw speelde Chaplin met het idee om het leven van deze vrouw te verfilmen. Hij wilde het gegeven van de gestrande Russische combineren met zijn ervaringen in Shanghai in 1931 met een aantal Russische aristocraten die de Russische Revolutie waren ontvlucht. Hij begon de productie onder de titel Stowaway met Paulette Goddard in de hoofdrol, maar maakte deze film nooit af. Dertig jaar later verfilmde hij het alsnog; nu met Sophia Loren.

## Acteurs
De film was bijna een familieaangelegenheid. Behalve Chaplin zelf die film schreef (inclusief de muziek), produceerde en regisseerde, speelde ook zijn zoon Sydney en zijn dochters Geraldine, Josephine en Victoria mee in kleine rolletjes. Chaplin zelf heeft nog een piepklein rolletje als steward. Andere kanshebsters voor de rol van de jonge societymeisjes waren Norma Foster, Penelope Horner en Juliet Harmer. Patrick Cargill kreeg de rol van de bediende Hudson pas nadat diverse grote Britse acteurs hadden geweigerd. Voor de rol van Martha deden Heather Chasen Yolande Turner en Justine Lord auditie, maar ze verloren van Tipi Hedren. Rex Harrison was de grote concurrent van Marlon Brando voor de rol van Ogden Mears.

## Productie

### Opnamen
Na A King in New York (1957) was A Countess from Hong Kong Chaplins eerste grote film in tien jaar. Het was zijn eerste kleurenfilm en ook de eerste film die zou worden gefinancierd door een grote studio. Chaplin, die de VS had verlaten na aantijgingen over communistische sympathieën, was vrijwillig in ballingschap gegaan. Om die reden werd de film compleet opgenomen in Engeland en wel in de Pinewood Studios in Buckinghamshire, even buiten Londen, tussen februari en mei 1966. Het budget bedroeg twee miljoen dollar en zou uiteindelijk oplopen tot 3,5 miljoen.

### Problemen in de studio
Chaplin, die gewend was om zijn films onder volledige controle te houden, had vanaf het begin problemen met de acteurs. De tijden waren veranderd en de acteurs waren niet van plan om zich zonder meer over te geven aan de grillen van de regisseur. Het begon met Tipi Hedren die zeer teleurgesteld was over de grootte van haar rol. Ze eiste dat Chaplin haar rol zou uitbreiden, maar dat was onmogelijk. Ze speelde namelijk de vrouw van Ogden Mears, die pas op het einde van de film te zien is. Uiteindelijk bond Hedren in en zei later dat het fantastisch was om met Chaplin te werken. Dat was niet de mening van Marlon Brando. Brando, die aanvankelijk erg ingenomen was met de kans om met Chaplin te werken, kreeg gigantische ruzies met de regisseur. In zijn autobiografie noemde Brando Chaplin 'de meest sadistische man die hij ooit is tegengekomen'. Chaplin op zijn beurt noemde Brando onmogelijk om mee te werken. Deze mening werd gedeeld door Sophia Loren, die totaal niet kon opschieten met Brando en zelfs regelmatig door hem werd geschoffeerd.

## Muziek
Chaplin, die altijd de muziek voor zijn films schreef, herhaalde dit bij A Countess from Hong Kong. De muziek van de film had meer succes dan de film zelf. Met name het liedje dat Chaplin speciaal voor de film schreef, This Is My Song, werd een hit in de vertolking van Petula Clark. Aanvankelijk had Chaplin het liedje voor Al Jolson bedoeld. Hij moest ervan overtuigd worden dat Jolson al jaren dood was. Clark, die vervolgens het liedje zong, was op haar beurt niet ingenomen met Chaplins ouderwetse woordgebruik in de tekst. Chaplin was geen fan van Clark, maar moest toegeven dat haar stem de belangrijkste reden was dat het nummer een succes werd.

## Video en dvd
De film werd pas in 1996 op videoband uitgebracht en in 2003 op dvd. Later verscheen de film nogmaals op dvd als onderdeel van de dvd-set 'Marlon Brando: The Franchise Collection'.